# Parque Amate
Parque Amate är en park i Spanien.   Den ligger i provinsen Provincia de Sevilla och regionen Andalusien, i den sydvästra delen av landet, 400 km sydväst om huvudstaden Madrid. Parque Amate ligger 23 meter över havet.
Terrängen runt Parque Amate är platt.Runt Parque Amate är det ganska tätbefolkat, med 199 invånare per kvadratkilometer. Närmaste större samhälle är Sevilla, 2,3 km väster om Parque Amate. Trakten runt Parque Amate består till största delen av jordbruksmark.